# 南斯拉夫和平會議仲裁委員會
南斯拉夫和平會議仲裁委員會（英文：The Arbitration Commission of the Conference on Yugoslavia），時常簡稱為「巴丹戴爾委員會」（英文：Badinter Committee）。歐盟的前身歐洲經濟共同體所成立的機構。

## 緣起
1991年8月，面對南斯拉夫內部紛歧日增的情況，歐洲經濟共同體建立了三個政治原則：不接受任何以武力改變的國內或國際邊界；任何解決辦法都必須保障共和國人民與少數民族的權利；共同體決不採行接受既成事實的政策。 並在籌備南斯拉夫和平會議（英文：Peace Conference on Yugoslavia）當中，於8月27日成立了一個以法國憲法委員會主席罗贝尔·巴丹戴尔為首的仲裁委員會。正式名稱為「南斯拉夫和平會議仲裁委員會」，但是「巴丹戴爾委員會」（英文：Badinter Committee）則較為人所熟知。

## 工作
南斯拉夫和平會議仲裁委員會針對南斯拉夫分裂的問題，從1991年11月29日到1993年4月20日之間，為南斯拉夫和平會議做出了15項意見。南斯拉夫聯邦瓦解，以及瓦解後該地區的情勢，以及戰爭的目標、方向、結果，大致上皆遵此委員會的意見為規則。其中，前三項最為重要。

### 第一號意見
南斯拉夫社會主義聯邦共和國正在瓦解(dissolution)的過程中；共和國有責任在遵守國際法的原則，並且關注人權、國民權利以及少數民族權利的情況下，解決在這個過程當中產生的國家繼承問題；那些共和國可以自行決定，是否要一同合作建立一個由其自行選擇架構的新民主聯盟。 

### 第二號意見
波士尼亞－赫塞哥維納以及克羅埃西亞的塞爾維亞人有權享有國際法上所有關於少數及民族團體的權利，以及克羅埃西亞及波士尼亞及赫塞哥維納共和國同意實行的1991年11月4日南斯拉夫會議草起協定當中所有關於少數及民族團體的權利；共和國必須提供那些少數及民族團體國際法中認定的所有人權及基本自由，包含，在適當的情況下，選擇自身國籍的權利。 

### 第三號意見
南斯拉夫瓦解過程中所造成的邊界問題，必須依照四個原則來解決。
第一、所有外部的邊界必須符合聯合國憲章所指定的原則，符合憲章及赫爾辛基最後議定當中，國與國親善合作宣言的國際法原則。
第二、克羅埃西亞與塞爾維亞間的邊界、波士尼亞－赫塞哥維納與塞爾維亞間的邊界、以及與其他接下來可能獨立之國家間的邊界，若非自由的達成協議，否則無法改變。
第三、除非有其他的意見，從前的邊界受到國際法的保護轉變為國際邊界。
第四、依據國際法以完善建立的原則，任何以武力改變現存疆域或是國際邊界的行為都不具有合法效力。